# Tsilitl
Tsilitl (en rus: Цилитль) és un poble del Daguestan, a Rússia, que en el cens del 2010 tenia 518 habitants. Pertany al districte rural de Mekhelta.